# Aviso de alarma

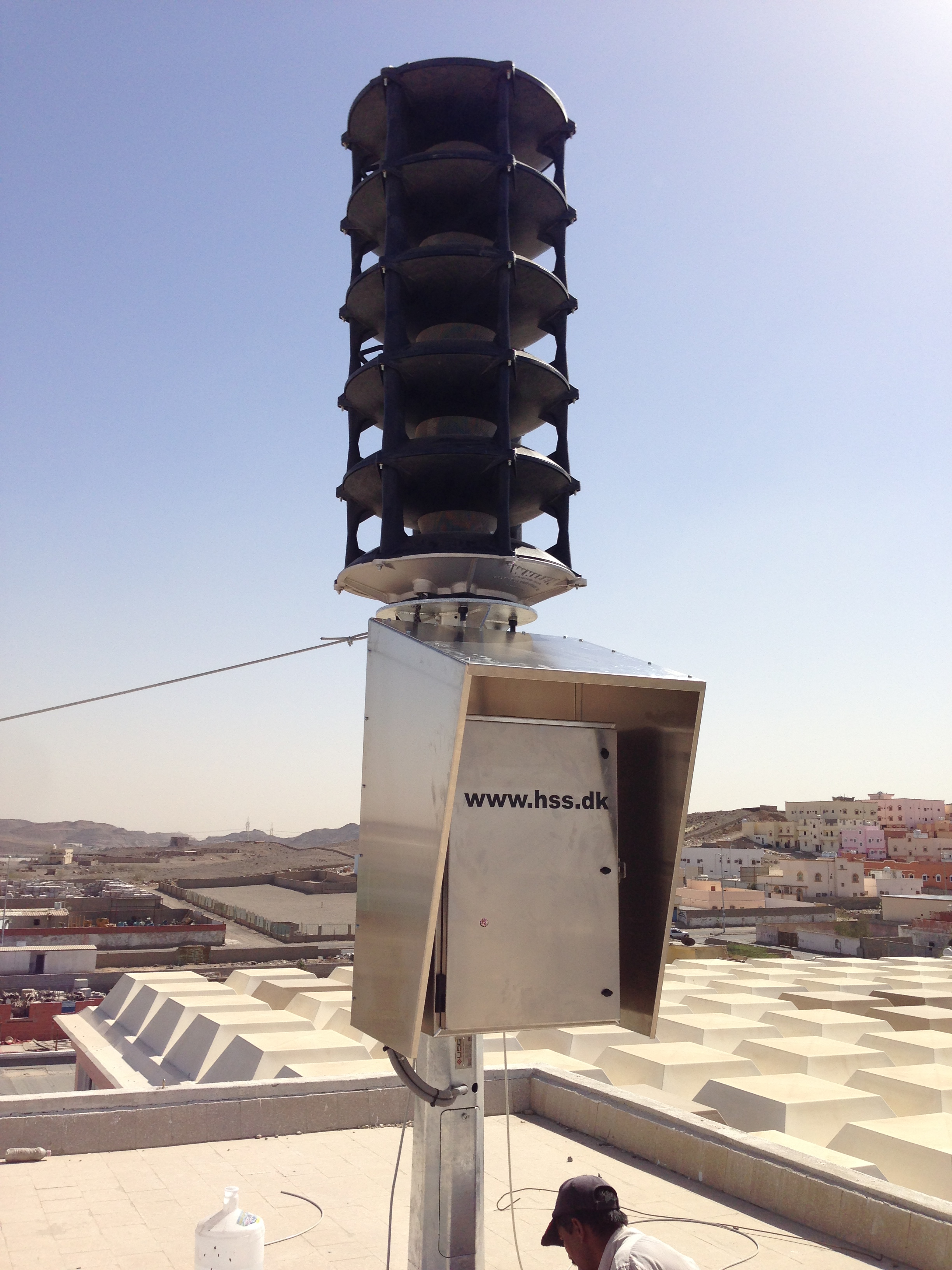
Sirena utilizada para advertir a la comunidad.

Un aviso de alarma es una señal por medio del cual se informa a la comunidad para que sigan instrucciones específicas de emergencia debido a la presencia real o inminente de una amenaza. 
La alarma es el último de los tres posibles estados de mando que se producen en la fase de emergencia del programa de auxilio: prealerta, alerta y alarma.
Por este aviso de alarmas, es donde la persona se entera de que el objeto (vivienda o vehículo) que contiene el sistema de alarmas se encuentra en una situación de alerta. Los avisos de alarma, son señales por medio de las cuales se informan a una comunidad determinada para que lleven a cabo instrucciones específicas para poder conllevar la emergencia de la mejor manera, debido a la presencia inminente o real de una amenaza.